# Bronisław Nowak
Bronisław Nowak (ur. 9 stycznia 1942 w Kaliszu) – polski historyk, heraldyk, od 2006 dziekan Wydziału Historycznego Akademii Humanistycznej im. Aleksandra Gieysztora w Pułtusku.

## Życiorys
Absolwent studiów historycznych na Uniwersytecie Warszawskim (1965), doktorat tamże w 1970 pod kierunkiem Mariana Małowista, habilitacja w 1983. Profesor nadzwyczajny od 1991. Zatrudniony na UW od 1965 kolejno jako asystent, doktorant, starszy asystent, adiunkt, docent (Zakład Historii Nowożytnej). Dyrektor Instytutu Historycznego UW w latach 1993–2002. Wykładowca Wyższej Szkoły Humanistycznej/Akademii Humanistycznej im. A. Gieysztora w Pułtusku od 1994, dziekan Wydziału Historycznego tej uczelni od 2006. Prezes Akademickiego Towarzystwa Edukacyjno-Naukowego („Atena”) od 1994. Zajmuje się historią powszechną nowożytną XVI-XIX w. oraz historią Afryki. 

## Wybrane publikacje
- Publikacje w katalogu biblioteki Narodowej